# Зелений тариф
Зелений тариф (англ. Feed-in tariff — тариф, за яким «згодовують» енергію) — економічний механізм винагороди за генерацію електроенергії із відновлюваних джерел енергії (ВДЕ). За допомогою виплат, розмір яких варіює в часі, досягається одночасно три мети: компенсація вартості встановлення обладнання, подальше заохочення генерації вже після досягання окупності обладнання, перехід на ВДЕ. Зелений тариф значного попиту набув після 2005—2015 років із розвитком доступності технологій. Зазвичай, у світі такий тариф передбачає під'єднання вітрових станцій, сонячних мережевих та гібридних станцій. Автономні сонячні станції ніякого стосунку не мають до зеленого тарифу. Світовий досвід показує, що зелений тариф не безрозмірний та не вічний — із насиченням ємності встановлених потужностей, тариф винагороди може скочуватись до нуля або зникати, зазнавати ретельнішого регулювання — можуть вводитись ліміти перетоків потужності по навантаженню, місячні ліміти на передану потужність, вимоги до розміщення станцій, закриття нових заявок для всієї енергосистеми або для окремих її регіонів тощо. Ряд країн, де подібна насиченість досягнута, вже працюють над виробленням стратегії та коректним регулюванням таких питань перевиробництва. Потужності відновлюваної енергетики, особливо сонячної, які розвинулись за допомогою таких тарифів ніколи не будуть повноцінним замінником базової та маневрової генерацій, такі потужності не гарантовані та потребують прогнозування, коригування і радше допомагають операторам енергосистем задовольнити денні пікові потреби, та заощадити дорогі ресурси високоманеврових потужностей — парки акумуляторних батарей, пневматичні станції, газові турбіни, гідроакумулюючі станції — залишивши їх для задоволення аварійних потреб, вранішніх та вечірніх пікових споживань, коли зелена генерація недоступна або малоефективна. Збільшення площі енергосистем крізь часові пояси, об'єднання енергосистем багатьох країн здійснюють виробництво енергії із ВДЕ більш ліквідним та менш обмеженим.

## Застосування
В Україні, єдиним офіційно дозволеним випадком перетоків зайвої виробленої потужності з метою продажу або у режимі «користування мережею як акумулятором», є оформлення «зеленого тарифу».
Застосування зеленого тарифу зазвичай включає використання наступних інструментів:
- Гарантований доступ до енергомережі;
- Довгострокові контракти на придбання електроенергії;
- Встановлення відносно високих закупівельних цін, які враховують вартість відновлюваних джерел енергії.

Слід зазначити, що заборона чи штрафи за перетоків у мережу або їхня тарифікація як спожитих ускладнює обладнання СЕС, вводить в схеми дороговартісні роутери потужності, інвертори або обмежувачі з нульовим експортом (англ. zero export device) та робить побутову систему менш вигідною для пересічного побутового споживача, тому, у ряді взаємовідносин вже вигідним для побутових споживачів є дозволена нульова тарифікація зайвих перетоків у мережу і відсутність за неї штрафів чи обліку її як спожитої.
У період становлення, регіональні або національні енергопостачальники зазвичай зобов'язані купувати електроенергію, вироблену з відновлюваних джерел. У багатьох країнах гарантується придбання електроенергії, що отримується з поновлюваних джерел енергії в рамках довгострокових (15-25 років) контрактів.
Станом на 2018, в Укренерго наголошували, що встановлена потужність ВДЕ, яку енергосистема України може використати становить 3 ГВт, проте, технічних умов вже до 2025 року на приєднання видано удвічі більше, на 7,5 ГВт. Щоб не допустити розбалансування енергосистеми, вже обговорювались питання виведення з експлуатації АЕС та введення маневрових ТЕС, обмеження генерації або покращення точності прогнозування енергії із відновних джерел.

## Світовий досвід
Вперше ідея пільгових тарифів була реалізована у США в 1978 році. У відповідь на енергетичну кризу, що посилювалась, а також з метою боротьби із щодалі більшим забрудненням атмосферного повітря, президент Джиммі Картер підписав Національний енергетичний закон (National Energy Act) та Закон щодо комунального господарства (Public Utilities Regulatory Policy Act). Мета цих законів — заохочення енергозбереження та розвиток національних енергетичних ресурсів, в тому числі відновлюваних джерел енергії, таких як вітрова та сонячна енергія.
У 1990 році Німеччина прийняла «Закон про постачання електроенергії в мережу» («Stromeinspeisungsgesetz»), який зобов'язував постачальників купувати електроенергію з поновлюваних джерел за фіксованою ціною. Для сонячної та вітрової енергії така ціна була встановлена на рівні 90 % роздрібних цін на електроенергію, у той час як інші технології, такі як малі ГЕС та виробництво енергії з біомаси отримали гарантовану ціну у 65-80 % від роздрібної. Результатом дії закону стало розгортання 4400 МВт нових потужностей вітроенергетики в період між 1991 і 1999 роками, або ж однієї третини встановленої потужності вітрової енергетики у світі, яка існувала на той час.
Очікувано, що у 2025 році поновлювані джерела енергії стануть найбільшим джерелом виробництва електроенергії в світі, забезпечуючи одну третину світової електроенергії, покладуть кінець п'ятдесятирічному домінуванню вугілля в якості основного джерела енергії в світі.

## Законодавство України

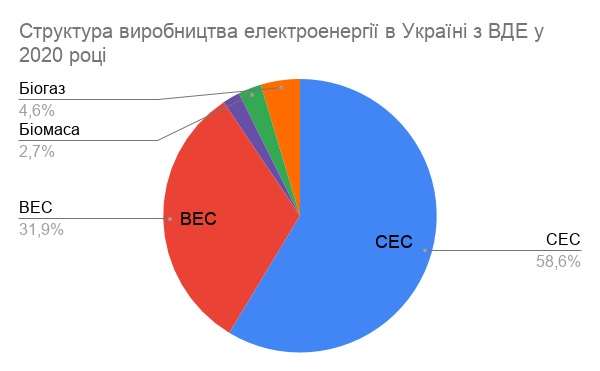
Структура виробництва електроенергії в Україні з відновлювальних джерел (СЕС,ВЕС,МГЕС,Біоенергетика) в 2020 році.

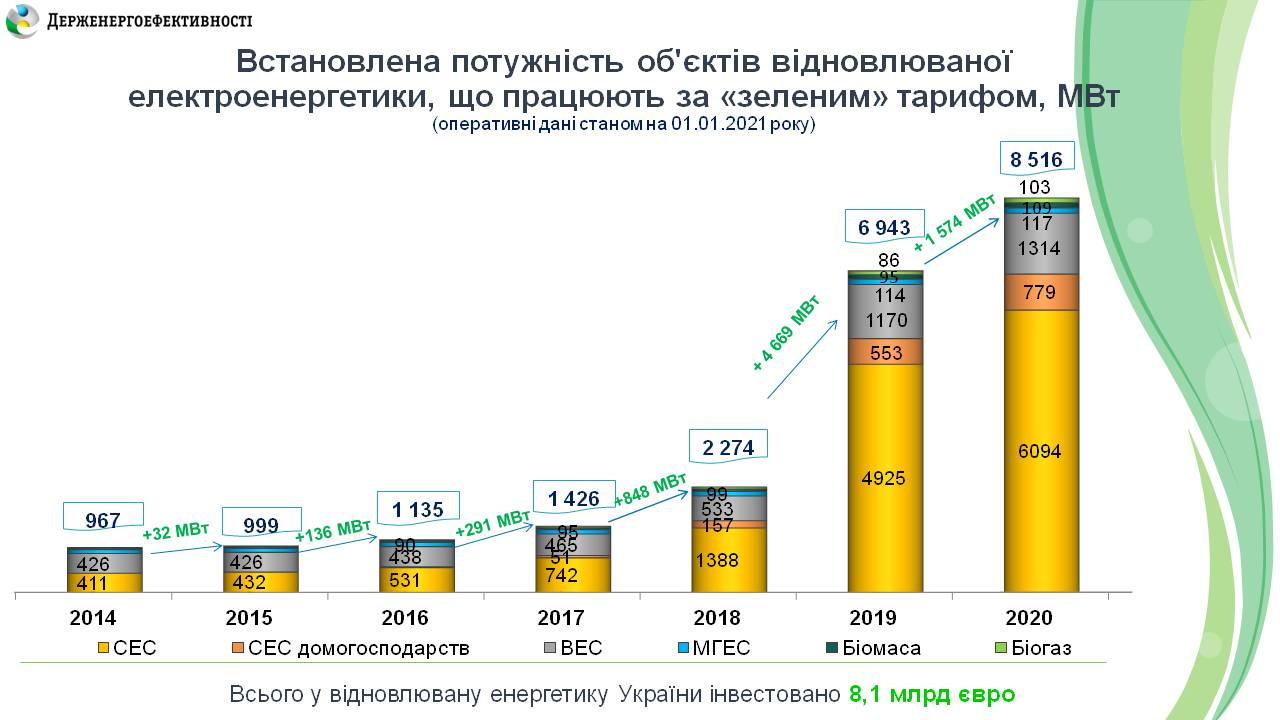
Потужності електрогенерації з відновлювальних джерел в Україні після запровадження «Зеленого тарифу» станом на 04.01.2021.

Закон України «Про внесення змін до деяких законів України щодо встановлення "зеленого" тарифу» був прийнятий 25 вересня 2008 року. Закон передбачає обов'язкове придбання постачальниками електроенергії (Енергоринком) від наступних джерел:
- Малі гідроелектростанції (встановленою потужністю до 10 МВт);
- Вітрові електростанції;
- Сонячні електростанції;
- Електростанції, що використовують біомасу як паливо.

Зелений тариф може використовуватись виробником протягом 10 років з моменту встановлення. Експерти критикували поточну редакцію закону, зокрема через неможливість застосування зеленого тарифу для виробників електроенергії, які використовують біогаз.
Закон України від 04.06.2015 р. № 514-VIII щодо створення конкурентних умов для виробництва «чистої» енергії. Відповідно до чинного Закону «зелений» тариф прив'язано до курсу євро до 2030 року, що дозволяє нівелювати ризики інфляції. Також скасовано вимогу щодо «місцевої складової» та запроваджено надбавку до тарифу за використання українського обладнання. Загалом «зелені» тарифи в Україні сьогодні є одними з найбільших в Європі.
Цим законом також дозволено будівництво приватних СЕС, максимальна потужність яких не повинна перевищувати 30 кВт по інвертору. Для максимізації прибутку у межах приватного домогосподарства, є практика встановлення 30 кВт інвертора, та до 45 кВт сонячних панелей.
В липні 2020 року Президент України Володимир Зеленський підписав закон «Про вдосконалення умов підтримки виробництва електричної енергії з альтернативних джерел енергії», який закріплює ключові положення Урядового меморандуму з виробниками «зеленої» енергетики. Цей закон дасть змогу зменшити тариф для сонячних електростанцій на 15 %, а для вітрових електростанцій — на 7,5 %.
На фоні нападу росії на Україну, споживання електроенергії значно зменшилося, при незмінній генерації. Літом 2022 р. НКРЕ КП розробило цілий ряд законопроектів, спрямованих на обмеження існуючих власників дСЕС. В осені 2022 року ці зміни були прийняті, а саме "Про затвердження Змін до Правил роздрібного ринку електричної енергії" та "Про затвердження Змін до Кодексу систем розподілу", що  викликало супротив небайдужих власників дСЕС, які згуртувались навколо спільноти GreenPowerTalk.
В січні 2023 року був створений Комітет домашніх СЕС  Асоціації сонячної енергетики України, в який увійшли активні члени спільноти GreenPowerTalk задля боротьби за свої права.

## Ставки зеленого тарифу в Україні
Ставка зеленого тарифу періодично встановлюється постановами Національної комісії регулювання електроенергетики України (НКРЕ) у розмірі «подвоєного середньозваженого тарифу на електричну енергію, яка закуповується в енергогенерувальних компаній … за рік, що передує року встановлення тарифу». У разі значних коливань курсу гривні щодо євро НКРЕ зобов'язана внести відповідні корективи до ставок зеленого тарифу.
Станом на Березень 2020 року діють такі ставки зеленого тарифу:
| Тип генерувальних потужностей | Тариф, коп./кВт-год |
| ----------------------------- | ------------------- |
| Сонячна енергія               | 460,43              |
| Біомаса                       | 134,46              |
| Вітроелектростанції           | 295,77              |
| Малі ГЕС                      | 84,18               |

В квітні 2019 р. був прийнятий закон «Проект Закону про внесення змін до деяких законів України щодо забезпечення конкурентних умов виробництва електричної енергії з альтернативних джерел енергії», який фактично припинив прив'язку до Євро «Зеленого тарифу» для приватних наземних сонячних станцій та майже повністю паралізував розвиток приватних СЕС до кінця літа, після чого прив'язка до Євро для приватних СЕС була повернута. Під час війни був внесений цілий ряд законодавчих змін, які суттєво змінили як ставки "Зеленого тарифу", так і відмінили прив'язку до євро. Сильних змін зазнали терміни і механізм виплат, по "Зеленому тарифу".

## Тариф
Тариф на електричну енергію, вироблену з енергії сонячного випромінювання генеруючими установками приватних домогосподарств, встановлена потужність яких не перевищує 30 кВт та які введені в експлуатацію:
| Час                                          | Ціна коп/кВт·год |
| -------------------------------------------- | ---------------- |
| з 01 квітня 2013 року по 31 грудня 2014 року | 1385,52          |
| з 01 січня 2015 року по 30 червня 2015 року  | 1246,14          |
| з 01 липня 2015 року по 31 грудня 2015 року  | 773,90           |
| з 01 січня 2016 року по 31 грудня 2016 року  | 734,37           |
| з 01 січня 2017 року по 31 грудня 2019 року  | 699,00           |
| з 01 січня 2020 року по 31 грудня 2024 року  | 628,27           |

31 березня 2022 року, через напад росії на Україну та введення воєнного стану, тариф для приватних сонячних електростанцій, енергетичних кооперативів був зафіксований у гривні на рівні 1 кварталу 2022 (наведений у таблиці вище) і буде діяти до останнього дня кварталу в якому буде припинена або скасована дія воєнного стану.
30 січня 2023 року 396 постанова, яка встановлювала обмеження на розрахунки з власниками приватних СЕС була скасована, та затверджено графік погашення заборгованості перед власниками.

## Статистика
На фоні росту заборгованості виплат за «Зеленим тарифом», та ретроспективним зниженням тарифу для промислових ВДЕ, у 2020 році темпи розвитку відновлювальної енергетики зазнали великий провал, в тому числі і темпи розбудови приватних СЕС. Тим не менше, станом на 01.01.2021 року було побудовано:
- 6094 МВт — СЕС;
- 779 МВт — СЕС у приватних домогосподарствах (СЕСд);
- 1314 МВт — вітроелектростанції;
- 109 МВт — електростанції на біомасі;
- 103 МВт — електростанції на біогазі;
- 117 МВт  - об'єкти малої гідроенергетики.

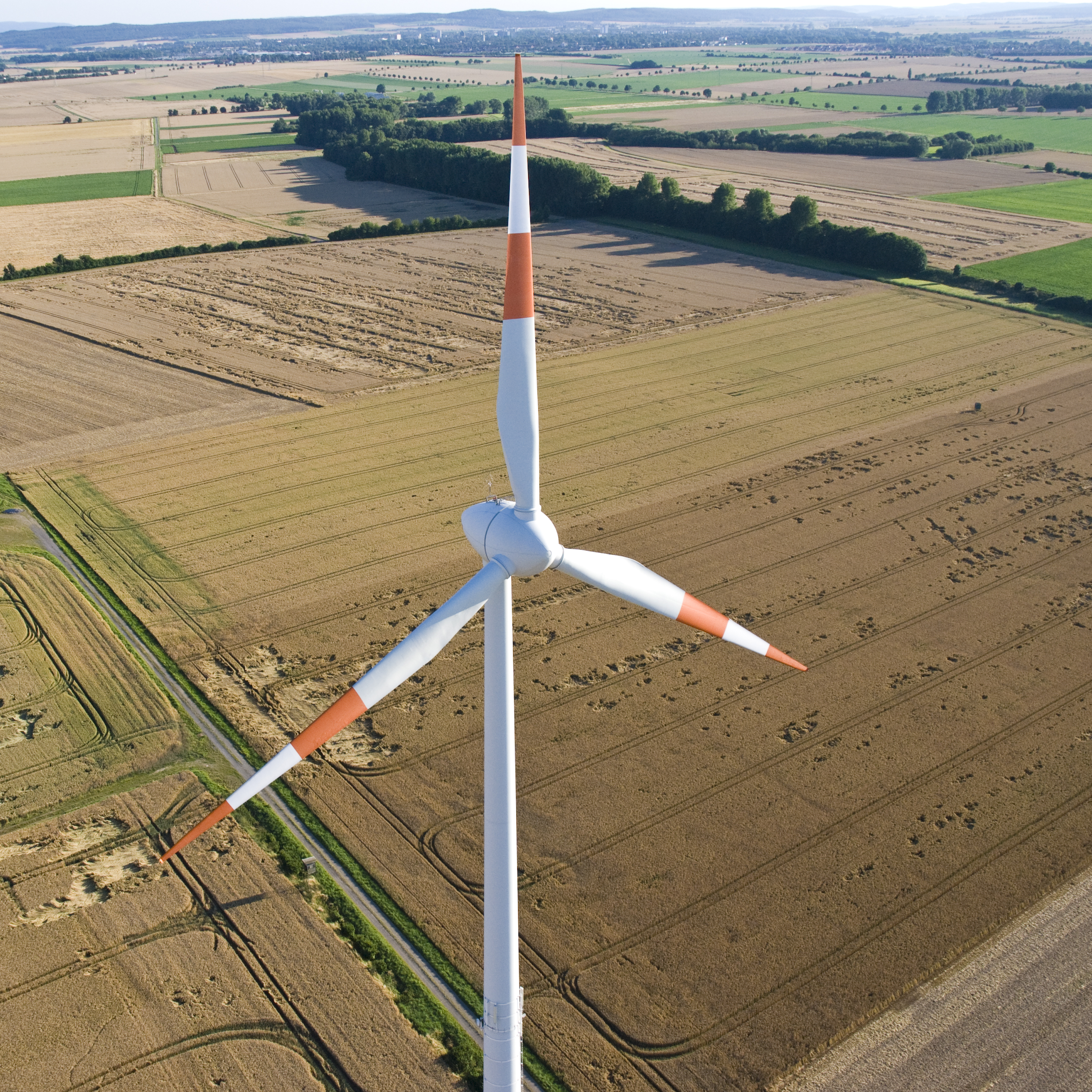
Електроенергія, вироблена вітрогенераторами, реалізується за зеленим тарифом.

Протягом квітня-грудня 2017 року 53 домашні господарства Житомирщини встановили сонячні електростанції, протягом 2018 року на Житомирщині відкрили ще понад сто СЕС на дахах своїх будинків, а станом на квітень 2019 року на теренах нашого краю працювало уже 228 приватних сонячних станцій

## Критика

### Загроза вимивання коштів
Незважаючи на широке впровадження у багатьох країнах, необдумане застосування зеленого тарифу критикують. Так, основною передумовою є те, що при закладанні вартості викупу електроенергії не враховується і важко прогнозується швидкість розвитку технологій у галузі будування сонячних панелей та супутнього обладнання, а головним чином, його здешевлення та підвищення доступності. Іншими словами, панелі та технології робляться більш ефективними, прибутковість бізнесу може диспропорційно зростати, неефективно вимиваючи великі суми коштів з бюджету. Як приклад та імовірний сценарій розвитку в українських реаліях можна подати приклад Іспанії, яка у свій час запровадила високу ціну закупівлі сонячної енергії. Високий тариф було запроваджено у середині 2000-х для нових сонячних потужностей (у 2008 вони становили 32 євроценти). Станом на 2007 рік, сумарна кількість сонячних потужностей Іспанії становила 637 МВт, в 2008 — 3355 МВт, тобто, зросли в п'ять разів. Швидка динаміка росту виплат забезпечила вимивання у 2012-му $10.6 мільярдів субсидій з бюджету, складаючи третину від вартості всієї виробленої електроенергії в країні при складовій частці сонячної генерації всього у 4-5 %. Після багатомільярдних виплат, програма провалилась, залишивши країну у судових справах, недовірі до уряду та повною зупинкою розвитку сонячної енергетики в зв'язку з недовірою до уряду. Як наслідок, у 2013 р. були прийняті реформи в сторону розвитку невідновних джерел електроенергії.

### Неконтрольоване встановлення
З моменту введення, першочерговий задум впровадження зеленого тарифу передбачав індивідуальне встановлення СЕС у межах виділеної (чи дещо збільшеної) потужності по лінії на домогосподарство для власного користування, і, як приємний додаток до мережевої сонячної станції невеликі оплачувані перетоки в мережу за «Зеленим тарифом». Очікуваним ефектом було зменшення домогосподарством споживання електроенергії у денний час, розвантаження місцевої мережі, зменшення втрат в місцевій мережі від навантажень, «розсіювання» ефекту хмарного неба з проясненнями за рахунок розрізненої великої площі. При прийнятті закону про «Зелений тариф» у 2015 р. ніхто не міг спрогнозувати, що вартість сонячних панелей настільки стрімко здешевшає. Стрімке здешевшання сонячних панелей, в свою чергу, значно збільшило прибутковість від побудови саме сонячних станцій. Оскільки, із введенням зеленого тарифу, реальних дієвих квот не було, замість планомірного і поступового розвитку різних джерел ВДЕ, всі великі гравці переключились саме на будівництво сонячних станцій. Були спроби законодавчо ввести як квоти на певні типи генерації, так і аукціонний метод купівлі електроенергії від виробників ВДЕ. Але, найбільші джерела ВДЕ[1][2][3], належать депутатам, і натомість було прийнято закон, якими звільнили від оподаткування податком на додану вартість, імпорт обладнання для сонячних та вітрових електростанцій.
Підключення зеленого тарифу було дороговартісним та забюрократизованим для пересічного господарства, що змушує фізичні особи будувати приватні СЕС максимальної потужності, для отримання очікуваного рівня рентабельності. У міру розвитку будівництва приватних СЕС, до ринку підключились середні гравці та власники обленерго, які створювали «псевдодомогосподарства», використовуючи низку прогалин у законодавстві, у ряді областей взагалі були оформлені фіктивні домогосподарства із нульовим споживанням без жодних будівель.. В підсумку, відбулось масове накопичення як приватних так і промислових сонячних електростанцій у окремих георегіонах, далеке від рівномірно-доповнюючого та зручного для керування енергосистемою із цілком зворотнім ефектом — ще одним додатковим нерівномірним навантаженням на енергосистему причому, з обов'язковим викупом «непотрібної» електроенергії. Починаючи із 2018—2019 року на фоні бурхливого розвитку СЕС було розпочато пошук рішення про чергові обмеження, але вони торкнулися лише приватного сектору — заборона встановлення СЕС на земельних ділянках, таким чином планували знизити об'єм зловживання та збитки інших споживачів та наближення виробництва до вузлів навантаження. Еквівалентом вузлів-центрів споживання електроенергії запропоновано вважати площу дахів чи фасадів будівель де встановлюються СЕС, хоча приватні СЕС становлять менше 10 % у загальній генерації.
Ще однією проблемою неконтрольованого встановлення виявилось те, що великий бізнес швидко вичерпав сонячні квоти а заявлені сонячні потужності перевищували у 2 рази необхідну кількість потужності для нормального балансу. Великим бізнесом, у свою чергу, лобіювалось виведення із базової генерації атомних потужностей, і для добалансування недоліків в енергосистемі, введення додаткових маневрових потужностей на викопному паливі. Такі пропоновані обмеження для встановлення СЕС на землі зазнали критики й окремі політики назвали їх «заграванням з Ахметовим», адже обмеження не стосувались промислових потужностей і від них страждали лише домогосподарства.

### СЕС на тимчасово окупованих територіях
Після російського вторгнення в Україну декілька десятків "зелених" сонячних електростанцій (СЕС) потрапили під тимчасову окупацію. Серед них, наприклад, СЕС ТОВ «КД Енерджі 2», ПП «Нацпрод», ТОВ «Відновлювальна Енергія Запоріжжя», ТОВ «Грін Енерджі Токмак» і ТОВ «Грандпауєр ЛЛС», що розташовані у Запорізькій області. За даними, наданими ПрАТ НЕК «Укренерго», з посиланням на обленерго, більшість станцій, що перебувають на тимчасово окупованій території Запорізької області, з 1 липня 2022 року працюють в несинхронному режимі з об’єднаною енергосистемою України. Тобто вони не мають фізичного зв’язку з нею через пошкоджені або відключені лінії електропередач. Відтак електроенергія з СЕС на території з тимчасовою окупацією, найімовірніше, не могла потрапити на український ринок і не могла бути продана. Тому, з липня 2023 року розрахунки з "зеленими" станціями, що перебувають на тимчасово окупованих територіях, за електроенергію, вироблену після окупації, призупинені.

## Загрози визнання тарифу неконституційним
У 2020 році Українські асоціації відновлюваних джерел енергії об'єдналися, щоб довести Конституційному суду небезпеку ініціативи перегляду конституційності зеленого тарифу [Архівовано 31 жовтня 2020 у Wayback Machine.], — саме з таким поданням до КС звернулися 47 народних депутатів.
Загроза визнання зеленого тарифу неконституційним резонансна з трьох причин, кажуть представники асоціацій ВДЕ. Перша — це напряму впливає на інвестклімат України. Якщо КС визнає цей тариф неконституційним — про інвестиційну привабливість України можна буде забути. Друга — це вплине на економіку України загалом: постраждають не лише девелопери та будівельники ВДЕ, а й вся структура, яка розвивається навколо зеленої генерації, зокрема і банки, в тому числі міжнародні. Третя причина –  відміна зеленого тарифу означатиме порушення Україною її міжнародних зобов'язань.
У жовтні 2020 року, борг покупця зеленої енергетики склав 30 млрд грн, а джерелом для покриття боргів «Гарантованого покупця» зазначено НЕК «Укренерго», яка зобов'язана покривати нестачу коштів за рахунок тарифу на передачу електроенергії, а уряд зобов'язався 40 % накопичених перед «зеленою» генерацією боргів виплатити в четвертому кварталі 2020 р.
Станом на січень 2021 року, борг ДП «Гарантований покупець» склав 23.9 млрд грн..